# Aurelia Dobre
Aurelia Dobre (Bukarest, 1972. november 16. –) olimpiai ezüstérmes és világbajnok román tornász, edző, koreográfus és tánctanár. Rotterdamban 1987-ben elért eredményével ő lett Románia első világbajnoka egyéni összetettben. 2016-ban bekerült az International Gymnastics Hall of Fame-be.

## Életpályája
1978-ban kezdett tornázni. A Bukaresti Dinamo klubban Emilia Vătășoiu-Liță és Florin Ștefănescu, a nemzeti válogatottban Déván pedig Adrian Goreac, Maria Cosma és Octavian Bellu voltak az edzői.

### Juniorként
1983-ban a Német Demokratikus Köztársaság-Románia kétoldalú találkozón első helyezést ért el.
Az 1986-os Junior Európa-bajnokságon felemás korláton és ugrásban is megszerezte a bajnoki címet, továbbá egy ezüstérmet gerendán, illetve egy bronzot egyéni összetettben.

### Felnőttként

#### Országos eredmények
1987-ben ugrásban szerzett országos bajnoki címet.

#### Nemzetközi eredmények
A japán Chunichi Kupán egyéni összetettben 1987-ben a negyedik, 1988-ban pedig a hatodik helyen végzett.
1987-ben a Nyugat-Németország-Románia kétoldalú találkozón egyéni összetettben második helyezést ért el.
Első felnőtt világbajnokságán 1987-ben Rotterdamban az egyéni összetettben megszerzett aranyérmével ő lett Románia első világbajnoka egyéni összetettben, az összpontszámához egy, az ugrására kapott maximális 10-es pontszám is hozzájárult. Ugyanekkor két további aranyérmet is szerzett: gerendán illetve a csapattal (Szabó Katalin, Daniela Silivaș, Camelia Voinea, Celestina Popa és Eugenia Golea) lett első. Ugrásban és talajon is elhozta a bronzérmet, felemás korláton pedig negyedik helyezett lett.
Következő világbajnoksági szereplésén, 1989-ben Stuttgartban a csapattal (Daniela Silivaș, Gabriela Potorac, Cristina Bontaș, Eugenia Popa és Lăcrămioara Filip) nyert ezüstérmet.
Az 1988. évi nyári olimpiai játékok Szöulban a csapattal (Daniela Silivaș, Gabriela Potorac, Celestina Popa, Eugenia Golea és Camelia Voinea) ezüstérmes lett, egyéni összetettben a hatodik, felemás korláton pedig a hetedik helyen végzett.

### Visszavonulása után
Egy 1988-ban elszenvedett térdsérülés megakadályozta a hosszabb karrier befutásában, és végül 1990-ben vonult vissza a versenyzésből. 1991-ben az Amerikai Egyesült Államokba költözött, ahol 1992-ben házasságot kötött Fariborz Mofiddal. Négy fiuk született: Cyrus, Darius, Lucas és Marcus.
Dobre jelenleg (2017) férjével együtt a marylandi Gaithersburgben a Dobre Gymnastics Academy nevű tornatermüket vezeti.

## Díjak, kitüntetések
1989-ben Kiváló Sportolói címmel tüntették ki.
A Román Torna Szövetség 1987-ben az év legjobb női sportolójának, 1984-ben, 1986-ban, 1988-ban és 1989-ben is az első tíz legjobb női sportolója közé választotta.
2016-ban bekerült az International Gymnastics Hall of Fame-be.